# Oczyszczeni
Oczyszczeni (ang. Cleansed) – trzecia sztuka teatralna autorstwa brytyjskiej pisarki, Sary Kane. Premiera "Oczyszczonych" miała miejsce 30 kwietnia 1998 na deskach Royal Court Theatre w Londynie. Akcja dramatu rozgrywa się w dwudziestu krótkich scenach. Miejscem akcji jest uniwersytet, przekształcony w "sanatorium" pod rządami sadystycznego doktora Tinkera. Jego podopiecznymi są Graham i jego siostra Grace, oraz Robin, Rod i Carl. Tinker przeprowadza na nich eksperymenty. "Oczyszczeni" należą do nurtu nowego brutalizmu.

## Inscenizacje w Polsce
Polska premiera oczyszczonych miała miejsce 15 grudnia 2001 roku w Teatrze Współczesnym im. Edmunda Wiercińskiego we Wrocławiu. Reżyserem przedstawienia był Krzysztof Warlikowski. W główne role wcielili się Mariusz Bonaszewski (Tinker), Małgorzata Hajewska-Krzysztofik (Grace), Redbad Klynstra (Graham), Jacek Poniedziałek (Rod), Thomas Schweiberer (Carl), Tomasz Tyndyk (Robin), Stanisława Celińska (Kobieta). Kolejne spektakle odbyły się 9 stycznia 2002 w Teatrze Polskim w Poznaniu, a 18 stycznia tego samego roku w Teatrze Rozmaitości w Warszawie.